# Jory Vinikour
Jory Vinikour est un claveciniste américain né à Chicago le 12 mai 1963.

## Biographie
Disciple de Kenneth Gilbert et d’Huguette Dreyfus, il remporte le premier prix au Concours International de Clavecin de Varsovie (1993) et l’année suivante, il remporte le premier prix au Concours de Prague. 
Soliste de renommée internationale, il se produit dans des festivals tels que Besançon, Deauville, Nantes, Le Printemps de Prague, Bergen, Vigo ainsi qu'aux États-Unis, en Asie et en Amérique latine. Il se produit notamment avec des orchestres tels que l'Orchestre philharmonique de Radio France (Marc Minkowski), l'Orchestre philharmonique de Rotterdam, Netherlands Philharmonic (Gordan Nikolic), l'Orchestre de la Suisse romande (Fabio Luisi), l'Orchestre de chambre de Lausanne (Armin Jordan, Cristian Mandeal), l'Orchestre de l'MDR (Martin Haselböck), l'Orchestre de chambre de Moscou (Constantine Orbelian) et présente un répertoire surprenant de concertos pour clavecin, entre la famille Bach et Michael Nyman, en passant par Poulenc, Martin, Martinů. Il participe à l'enregistrement de la Petite Symphonie Concertante de Martin (au clavecin Pleyel) avec l'Orchestre de chambre de Lausanne sous la direction d'Armin Jordan.
Au clavecin ou dirigeant des ensembles instrumentaux, il accompagne Hélène Delavault, Magdalena Kožená, Annick Massis, Marijana Mijanovic, Kresimir Spicer et Anne Sofie von Otter. Avec cette dernière, il enregistre en février 2004 pour Deutsche Grammophon, un récital de musique italienne et anglaise du XVIIe siècle.
Ses débuts en récital à New York au Weill Recital Hall (Carnegie Hall) en octobre 2005, avec une création du compositeur Harold Meltzer (commandé pour Jory Vinikour par Brandon Fradd), la sortie de son enregistrement des quatre suites pour clavecin de Bernard de Bury (Neveu), une sortie chez Delos International et des master classes pour l'Académie baroque autrichienne.
Récital Music before 1800 (New York), une tournée de récitals avec le contre-ténor américain David Daniels et des concerts en tant que soliste avec l’Orchestre de la Suisse romande (dir. Marek Janowski) et l’Orchestre symphonique du Cap (Afrique du Sud).